# 天主教弗拉斯卡蒂羅馬城郊教區
天主教弗拉斯卡蒂羅馬城郊教區（義大利語：Sede suburbicaria di Frascati）或以拉丁文的音譯稱為塔斯卡盧姆羅馬城郊教區，是天主教的一個羅馬城郊教區。
此羅馬城郊教區於2011年時有118,000名教友（佔轄區總人口96.7%）、23個堂區、162名司鐸、1名終身執事、188名修士和542名修女。
該羅馬城郊教區除了有管理教務的正權主教外，也有一名主教級樞機為領銜主教；後者以教區主教為領銜，但是並沒有實質的教區管理權。現任主教為辣法耳·馬爾蒂內利，榮休主教為若瑟·馬塔雷塞，現任領銜主教為塔爾奇西奧·貝爾托內樞機。